# Piuí crestat olivaci
El piuí crestat olivaci (Mitrephanes olivaceus) és un ocell de la família dels tirànids (Tyrannidae).

## Hàbitat i distribució
Viu als clars del bosc, bosc dels Andes del Perú i oest de Bolívia.